# П'ятнадцята династія єгипетських фараонів
XV династія (гіксосська) — одна з династій фараонів, що правили в Стародавньому Єгипті під час так званого Другого перехідного періоду  в  XVII —  XVI століттях до н. е. (на противагу  XIII,  XIV,  XVI і  XVII династії). Династію утворили гіксоси, які вторглися в Єгипет, поступово підкоривши собі його більшу частину. Однак ряд правителів зберегли певну незалежність. Фараони  XVII династії, які правили в  Фівах почали війну проти гіксосів. У підсумку останній фараон XV династії був повалений фіванським фараоном Яхмосом, який заснував  XVIII династію і створив Нове царство.

## Історія
Згідно Манефона гіксоси вторглись в Єгипет і захопили його, утворивши XV династію, замінивши при цьому XIII і XIV династії. Однак сучасні археологічні знахідки, зроблені в Едфу в 2010–2011 роках, показали, що XV династія вже існувала в середині правління XIII династії. Були виявлені як печатки з  картушем гіксосського фараона Хіана, так і печатки з картушем фараона з XIII династії  Собекхотепа IV. Контексти даних печаток показують, що дані фараони були сучасниками, з чого можна зробити висновок, що під час правління Собекхотепа IV, одного з могутніх представників XIII династії, її представники вже не контролювали весь Єгипет, в цей час частина  Нижнього Єгипту  вже контролювалася гіксосами.
Євсевій Кесарійський, цитуючи Манефона, повідомляє, що в династії було 17 фараонів, що правили 250 років.
Єгиптологи дають різну хронологію правління династії:
- І. Бікерман вказує її спільно з XVI династією і без дат.
- 1648/1645-1539/1536 рр. до н. е. (бл. 110 років) — по Ю. фон Бекерату.
- ? — Бл. 1530 рр. до н. е. — за Е. Хорнунгом, Р. Крауссом і Д. Уорбертоном.

Династія контролювала північ Єгипту.  Туринський царський список називає 6 фараонів, які правили 108 років. На думку ряду єгиптологів, існувало 2 фараона з ім'ям Апопі (Апопі I і Апопі II). Це пов'язано із згадкою двох преноменів — Аусерра і Акененра. Однак єгиптолог  Кім Ріхольт припустив, що існував тільки один фараон Апопі, який правив більше 40 років і використав 2 різних преномени.